# Cobi Crispin
Cobi Crispin (Mackay, Australia; 22 de diciembre de 1988) es una delantera de baloncesto en silla de ruedas de 4 puntos de Australia Occidental. Empezó a jugar al baloncesto en silla de ruedas en 2003 cuando tenía 17 años. El Instituto de Deportes de Victoria y el programa de Apoyo Directo al Atleta (DAS) le han proporcionado ayuda para que pueda jugar. Jugó al baloncesto de club en la Liga Nacional de Baloncesto en Silla de Ruedas Femenina (WNWBL) para los Dandenong Rangers de Victoria en 2012, después de haber jugado anteriormente para los Western Stars. En 2015 comenzó a jugar para los Minecraft Comets. Jugó para la Universidad de Alabama en los Estados Unidos en 2013-15.
Crispin debutó en el equipo nacional femenino de baloncesto en silla de ruedas de Australia en 2006, compitiendo en el Desafío Mundial de Baloncesto Joseph F. Lyttle ese año, y participó en la clasificación para los Juegos Paralímpicos en 2007. Permaneció en el equipo y formó parte del equipo nacional femenino de baloncesto en silla de ruedas de Australia que ganó la medalla de bronce en los Juegos Paralímpicos de Pekín 2008. En los Campeonatos Mundiales de la IWBF de 2010 en Birmingham, Inglaterra, su equipo terminó en cuarto lugar. Al año siguiente, fue capitana del equipo femenino de baloncesto en silla de ruedas sub-25 (U25) de 2011 en el Campeonato Mundial de Baloncesto en Silla de Ruedas Sub-25 de 2011, y obtuvo una medalla de plata. También en 2012, participó en la clasificación para los Juegos Paralímpicos, y pasó a competir en los Juegos Paralímpicos de Londres 2012, donde su equipo terminó en segundo lugar.

## Vida personal
Cobi Crispin nació en Mackay, Queensland, el 22 de diciembre de 1988, hija de Alan y Cathy Crispin. Tiene tres hermanos. Nació sin un fémur. Se mudó a Melbourne, Victoria como resultado de cambiar de sitio el club de baloncesto en silla de ruedas para jugar con los Dandenong Rangers.
Otros deportes en los que se ha interesado son el hockey, la natación y el fútbol de toque. Sus modelos a seguir son los jugadores paralímpicos de baloncesto en silla de ruedas Liesl Tesch y Alison Mosely. Se educó en el St Patrick's College, Mackay, y a partir de 2012 asistió a la Universidad Deakin.

## Baloncesto

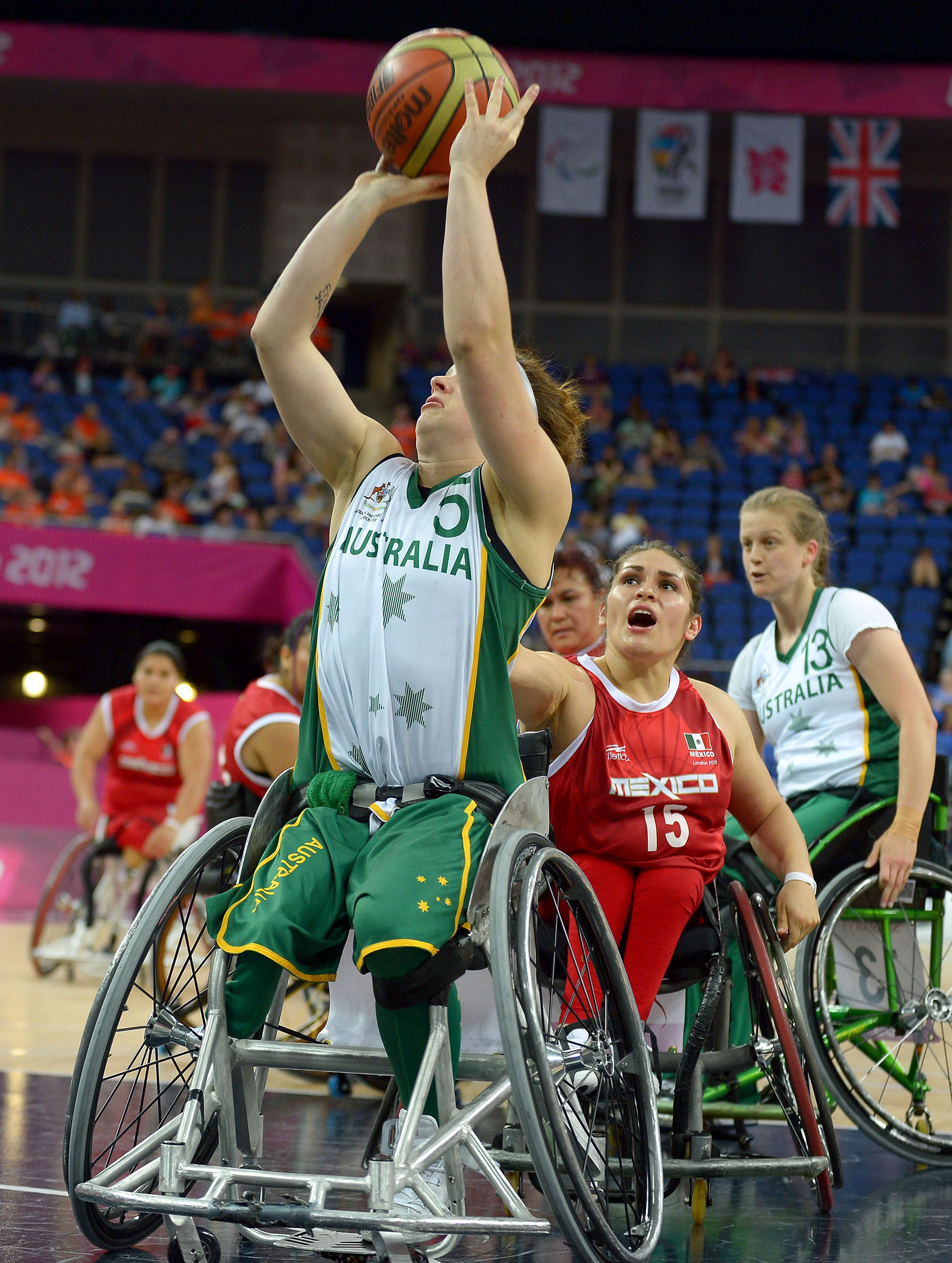
Crispin en los Juegos Paralímpicos de Londres 2012.

La clasificación de Crispin en el baloncesto en silla de ruedas es de 4.0 puntos, y juega de delantero. Lleva practicando este deporte desde 2003, cuando tenía 17 años. En 2009, fue aspirante a ser una becaria de campeonato.  En 2010, obtuvo una beca del Victorian Institute of Sport, que proporciona «asistencia con entrenamiento especializado, ciencia del deporte, medicina deportiva, preparación física y servicios de educación y desarrollo profesional, así como gastos de entrenamiento y competición». En 2010/11 y 2011/12, la Comisión Australiana de Deportes le otorgó subvenciones de 17.000 dólares australianos a través del programa de Apoyo Directo al Atleta (DAS), un plan que proporciona apoyo financiero directo a los atletas de élite. Recibió 5.571 dólares en 2009/10 y 10.000 dólares en 2012/13.

### Equipo nacional
La primera aparición de Crispin en el equipo nacional fue en 2006. Fue seleccionada para participar en un campo de entrenamiento del equipo nacional en 2010, y fue miembro del equipo nacional femenino de baloncesto en silla de ruedas de Australia, conocido como los Gliders, en los Juegos Paralímpicos de verano de 2008 en Pekín.  Los Gliders derrotaron a Japón por 53-47 para ganar la medalla de bronce.

### Paralímpicos 2012

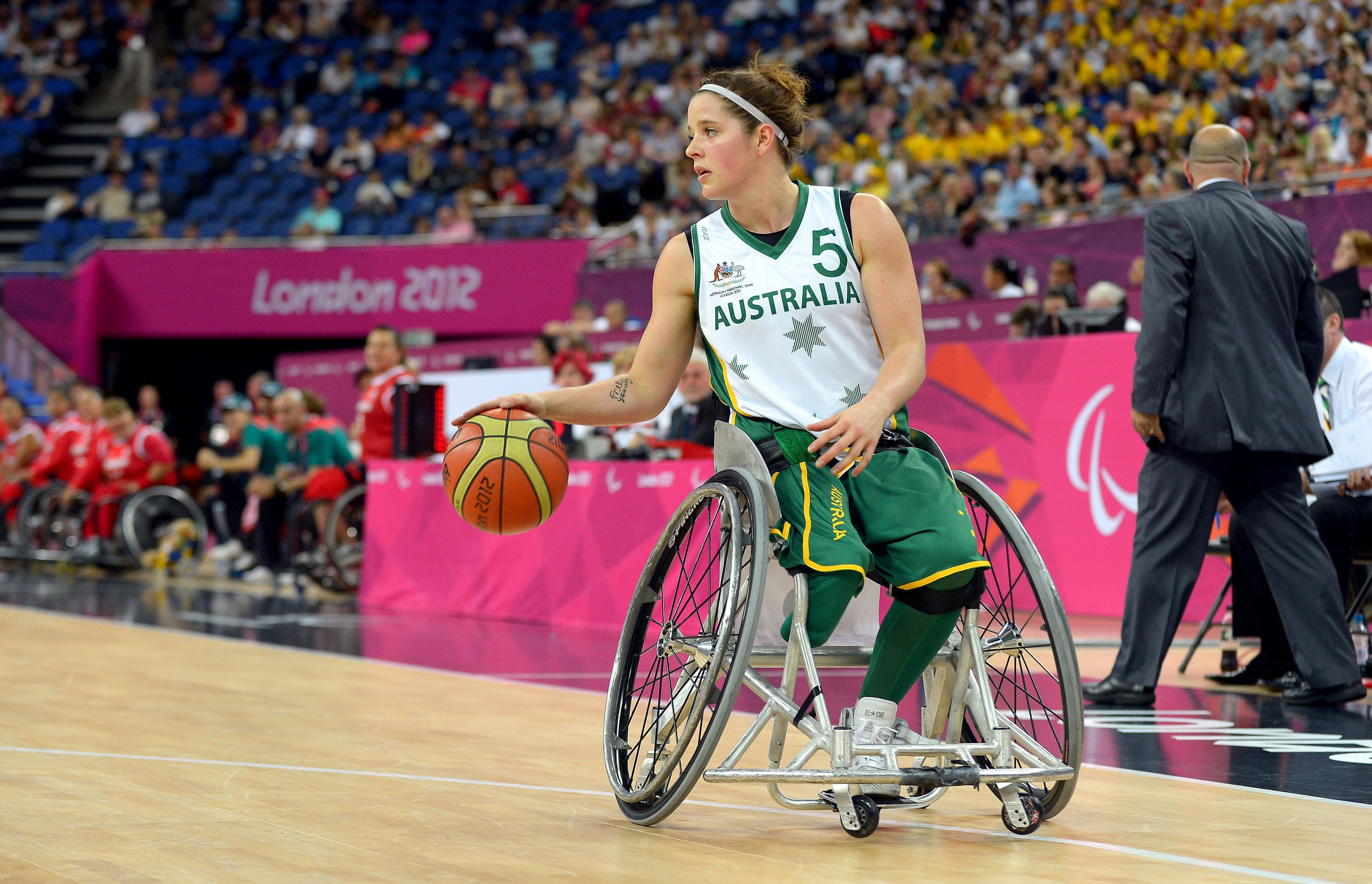
Crispin en los Juegos Paralímpicos de Londres 2012.

En octubre de 2011, Crispin fue nombrada para la selección nacional mayor que competiría en los Campeonatos de Asia y Oceanía 2011 en Goyang, Corea del Sur, un torneo clasificatorio para los Juegos Paralímpicos de Londre  2012, donde se clasificarían los dos mejores equipos. Los Gliders perdieron dos veces contra Japón en las rondas clasificatorias, pero llegaron a la final en porcentaje, y lucharon por remontar su desventaja de siete puntos en el cuarto tiempo para derrotar a China en el combate por la medalla de oro, 45-44.
En el primer partido del torneo paralímpico de 2012 contra Brasil, que su equipo ganó por 52-50, jugó 32:34 minutos,  anotó 18 puntos contra la selección nacional femenina de baloncesto en silla de ruedas de Brasil y tuvo siete rebotes. En el tercer juego de grupo, donde perdió contra Canadá 50-57, jugó 29:43 minutos y anotó 12 puntos. En el cuarto juego de grupo contra la selección femenina de baloncesto en silla de ruedas de Holanda, que su equipo ganó 58-49, jugó 25:09 minutos y anotó diez puntos. En la victoria de su equipo en los cuartos de final por 62-37 contra el equipo nacional femenino de baloncesto en silla de ruedas de México, jugó a las 17:08 minutos, y anotó doce puntos. Su equipo se enfrentó al equipo nacional femenino de baloncesto en silla de ruedas de los Estados Unidos en las semifinales, donde Australia ganó 40-39 y jugó a las 24:37 minutos, y anotó seis puntos. En el partido por la medalla de oro contra el equipo nacional femenino de baloncesto en silla de ruedas de Alemania, jugó 29:40 minutos. Mientras su equipo perdía 44-58 y fue premiado con la medalla de plata, anotó seis puntos, y tuvo cinco rebotes.
| Juego                                          | Minutos | Puntos | 2 Puntos | 2 Puntos | 3 Puntos | 3 Puntos | Tiros libres | Tiros libres | Rebotes | Rebotes | Rebotes | Asistencias | Pérdidas de balón | Robos | Disparos bloqueados | Faltas personales | Faltas dibujadas |
| ---------------------------------------------- | ------- | ------ | -------- | -------- | -------- | -------- | ------------ | ------------ | ------- | ------- | ------- | ----------- | ----------------- | ----- | ------------------- | ----------------- | ---------------- |
| Grupo A preliminar¡ - Australia vs Brasil      | 32:34   | 18     | 7/14     | 50       | 0/0      | 0        | 4/7          | 57           | 2       | 5       | 7       | 3           | 3                 | 2     | 0                   | 2                 | 4                |
| Grupo A preliminar - Australia vs Gran Bretaña | 20:49   | 8      | 4/10     | 40       | 0/0      | 0        | 0/0          | 0            | 2       | 5       | 7       | 1           | 1                 | 0     | 0                   | 3                 | 2                |
| Grupo A Preliminar - Australia vs Canadá       | 29:43   | 12     | 5/13     | 38       | 0/0      | 0        | 2/3          | 67           | 4       | 11      | 15      | 3           | 3                 | 0     | 0                   | 5                 | 3                |
| Grupo A Preliminar - Holanda vs Australia      | 25:09   | 10     | 5/10     | 50       | 0/0      | 0        | 0/0          | 0            | 1       | 6       | 7       | 2           | 1                 | 0     | 0                   | 3                 | 1                |
| Cuartos de final - Australia vs México         | 17:08   | 12     | 6/9      | 67       | 0/0      | 0        | 0/2          | 0            | 0       | 2       | 2       | 1           | 1                 | 1     | 0                   | 0                 | 3                |
| Semifinal - Australia vs Estados Unidos        | 24:37   | 6      | 3/10     | 30       | 0/0      | 0        | 0/0          | 0            | 1       | 3       | 4       | 1           | 1                 | 0     | 1                   | 2                 | 0                |
| Juego medalla de oro - Australia vs Alemania   | 29:40   | 6      | 3/11     | 27       | 0/0      | 0        | 0/2          | 0            | 3       | 2       | 5       | 0           | 3                 | 1     | 0                   | 3                 | 4                |

### Otras competiciones

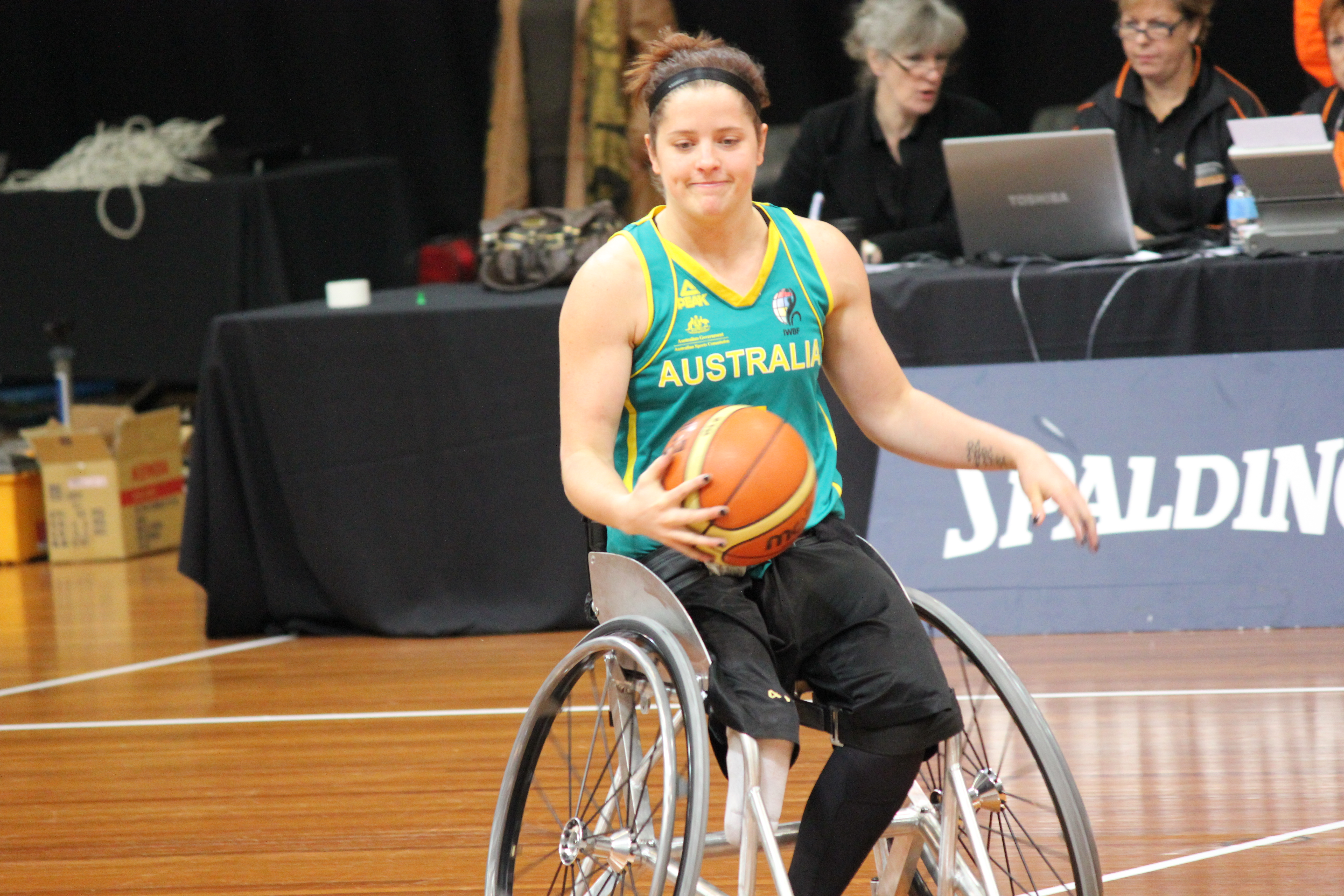
En julio de 2012 en Sídney.

En 2006, Crispin fue nombrada Jugador Más Valioso del Northern Challenge. Organizado por los Sporting Wheelies, esta competición reúne a equipos de todo el norte de Queensland. También formó parte del equipo que compitió en el Desafío Mundial de Baloncesto Joseph F. Lyttle ese año. En 2007, jugó con el equipo nacional que compitió en el torneo de clasificación de Asia y Oceanía, y con el equipo ganador de la medalla de plata que compitió en la Copa de Osaka. También jugó con los equipos ganadores de la Copa de Osaka de 2008, 2009 y 2010. En 2010, formó parte del equipo nacional australiano que terminó en cuarto lugar y que compitió en los Campeonatos Mundiales de la IWBF, en Birmingham, Inglaterra.
Fue cocapitana del equipo Sub-25 (U25) que compitió en el Campeonato Mundial de Baloncesto Femenino Sub-25 en Silla de Ruedas de 2011, y terminó en segundo lugar. Fue la máxima goleadora del equipo en todos los partidos del torneo, excepto en los dos últimos, cuando como el reportero Pat Koopman declaró, «la oposición se concentró en anular su influencia en los juegos».
En 2013 Crispin comenzó a tocar para la Universidad de Alabama, y ganó el Premio de Impacto Jessica Staley y el Premio de Interpretación Stephanie Wheeler para 2013-14. El equipo de Alabama del que formaba parte pasó la temporada invicto por equipos femeninos, y derrotó a la Universidad de Illinois 58-52 para ganar el campeonato nacional de 2015 el 28 de febrero de 2015.

### Club de baloncesto
En 2008, Crispin fue nombrada una de las cinco estrellas de la Liga Nacional de Baloncesto en Silla de Ruedas de Australia (WNWBL). En la segunda ronda de la temporada 2008, las Western Stars derrotaron a las Hills Hornets por 52-44. Jugando para las Western Stars, con el número 5, anotó 14 puntos en la victoria de su equipo. En su partido de debut, anotó 28 puntos y 16 rebotes contra su antiguo equipo. Los Rangers ganaron el título de la WNWBL 2011, derrotando a los Sydney Uni Flames por 62-59, en un partido en el que Crispin anotó 16 puntos y fue nombrada para el All-Star 5 de la liga. Estuvo con los Rangers de nuevo para la temporada 2012, en la que fue nombrado el 2012 WNWBL MVP de la Serie Final después de anotar 28 puntos en la victoria del Campeonato de los Rangers contra los Stacks Goudkamp Bears. En 2015 se unió a los Minecraft Comets.
| Competición | Temporada | M  | FGM-A     | FG%  | 3PM-A | 3P% | FTM-A   | FT%  | TOT  | AST | PTS  |
| ----------- | --------- | -- | --------- | ---- | ----- | --- | ------- | ---- | ---- | --- | ---- |
| WNWBL 2009  | 2009      | 17 | 143 - 333 | 42.9 | 4     | 0   | 31 - 56 | 55.4 | 8.8  | 6.1 | 18.6 |
| WNWBL 2010  | 2010      | 17 | 151 - 331 | 45.6 | 2     | 0   | 26 - 72 | 36.1 | 12.1 | 5.6 | 19.3 |
| WNWBL 2011  | 2011      | 17 | 148 - 301 | 49.2 |       | 0   | 25 - 65 | 38.5 | 9.3  | 4.8 | 18.9 |
| WNWBL 2012  | 2012      | 14 | 148 - 244 | 60.7 |       | 0   | 18 - 40 | 45.0 | 11.6 | 4.5 | 22.4 |
| WNWBL 2013  | 2013      | 12 | 89 - 167  | 53.3 | 1 - 2 | 50  | 13 - 34 | 38.2 | 9.8  | 5.3 | 16.0 |